# عرن مصري
العرن المصري هو نوع من النباتات المزهرة من عائلة نبتة سانت جون (العرنية) التي موطنها شرق البحر الأبيض المتوسط. وقد وصفها كارل لينيوس في المجلد الثاني من كتابه "الأنواع النباتية" عام 1753، والذي أطلق عليها اسم مصر على الرغم من عدم توزيعها هناك. يُعرف النبات عمومًا باسم شجيرة نبتة سانت جون أو نبتة سانت جون المصرية باللغة الإنجليزية. مثل الأعضاء الآخرين في قسم Adenotrias، تم العثور عليه بين صخور الحجر الجيري في المناطق الساحلية. في حين تم تقييمه على أنه مهدد في جزيرة مالطا، إلا أن هذا النوع ليس له أي حماية قانونية.
النوع عبارة عن شجيرة أو شجيرة يصل ارتفاعها إلى مترين (6.5 قدم) ولها العديد من الفروع، ولكل منها زهرة صغيرة واحدة بخمس بتلات صفراء والعديد من الأسدية. تفتقر أوراقها إلى الشعر، ولها غدد منقوشة بشكل كثيف وأوردة أولية كبيرة. تتميز هذه الأنواع بتباينها، وهي سمة فريدة من نوعها داخل جنس Hypericum في قسم Adenotrias، ويعرض أحد نوعي الأزهار غير المتجانسة المسماة "الدبابيس" و"الإيقاع". له ثلاثة أنواع فرعية، والتي تختلف في توزيعها والتركيب الكيميائي النباتي.

## وصف
يمكن أن يكون لعرن المصري نمط نمو مشغول أو منتشر.
وهو عبارة عن شجيرة أو شجيرة يتراوح ارتفاعها من 0.05 إلى 2 متر (0.16 إلى 6.5 قدم). ينمو في نمط مزدحم ومنتشر، وتمتد جذوعه من وسط النبات. تنمو الفروع بشكل عمودي تقريبًا من هذه السيقان، ولكن يمكن أيضًا أن تنتشر في اتجاهات مختلفة.  لها عدد كروموسوم 2n = 20. : 334.

## موطنه
يمكن العثور على العرن المصري كثيرًا في البرية وهي موطنها الأصلي في مالطا واليونان والمغرب والجزائر وليبيا. ومع ذلك، فإن توزيعه عبر هذه البلدان غير عادي لأنه مجزأ للغاية إلى عدة مجموعات سكانية مختلفة. يتم تقسيم الأنواع الفرعية الثلاثة بين هذه الخيوط: H. aegypticum موطنها ليبيا، maroccanum موطنه الأصلي المغرب والجزائر، webbii موطنه الأصلي سردينيا وصقلية ومالطا واليونان.
تم العثور على العرن المصري بين صخور الحجر الجيري والصخور في وديان المناطق الساحلية. توجد على ارتفاعات من مستوى سطح البحر إلى 1600 متر (5250 قدمًا) فوق مستوى سطح البحر. في بعض الموائل، وخاصة المناطق المعرضة للرياح أو المعرضة لها، لوحظت الأنواع في أنماط نمو كثيفة تشبه السجاد، تنمو أحيانًا إلى 20-30 سم فقط (8-12 بوصة). ومع ذلك، فإن النوع ينمو بشكل أفضل في المناطق المفتوحة المشمسة الخالية من النباتات الأخرى التي يمكن أن تنافسه.
في حين تم تحديد العرن المصري بواسطة كتاب البيانات المالطي الأحمر على أنه حالة مهددة في مالطا، لم يتم اتخاذ أي إجراء قانوني لحماية الأنواع اعتبارًا من عام 2021.

## معرض صور

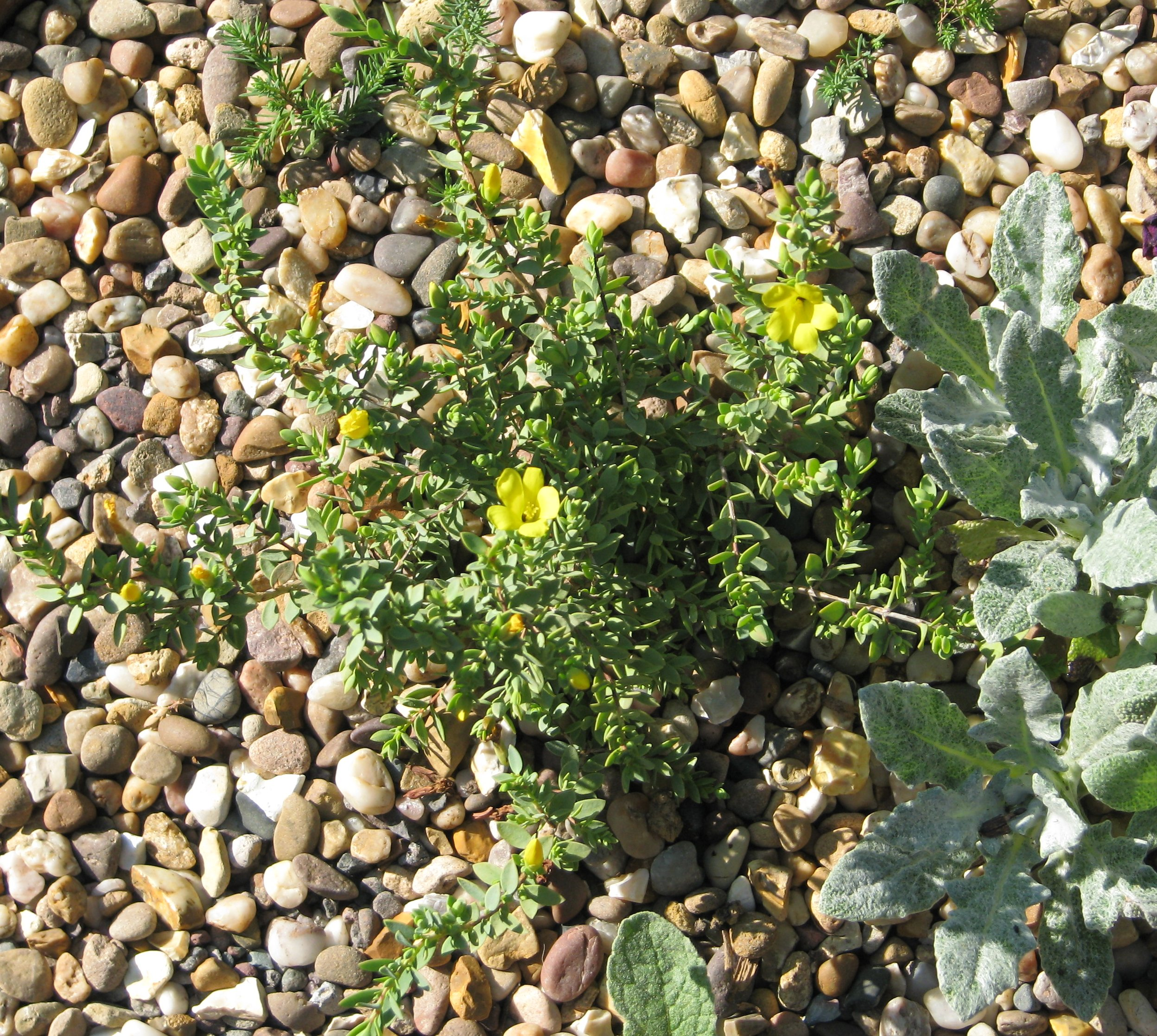
العرن المصري يمكن أن يكون لها نمط نمو منتشر.
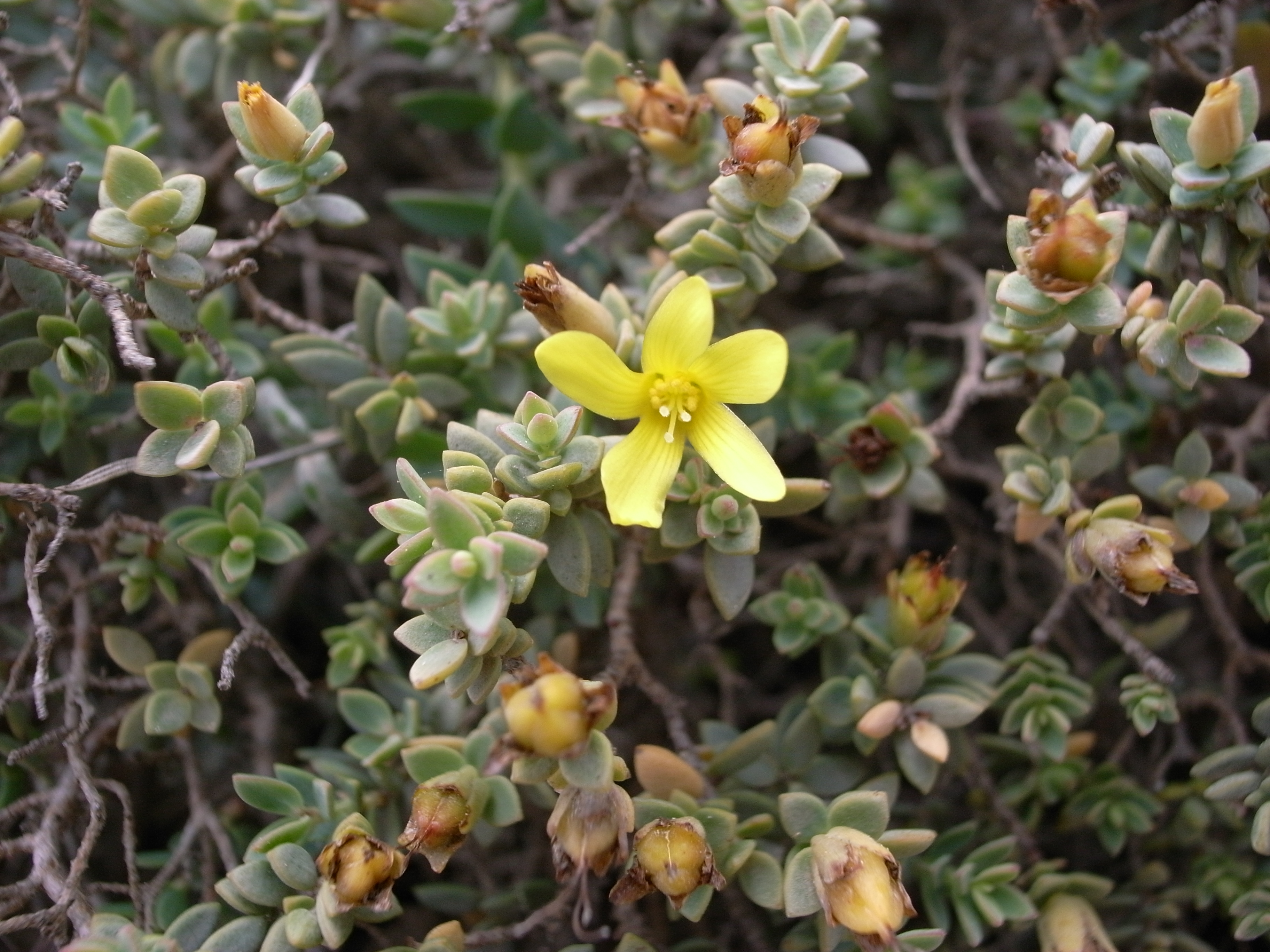
يمكن أن تكون بتلات العرن المصري شاحبة أو صفراء زاهية ولها خمس بتلات
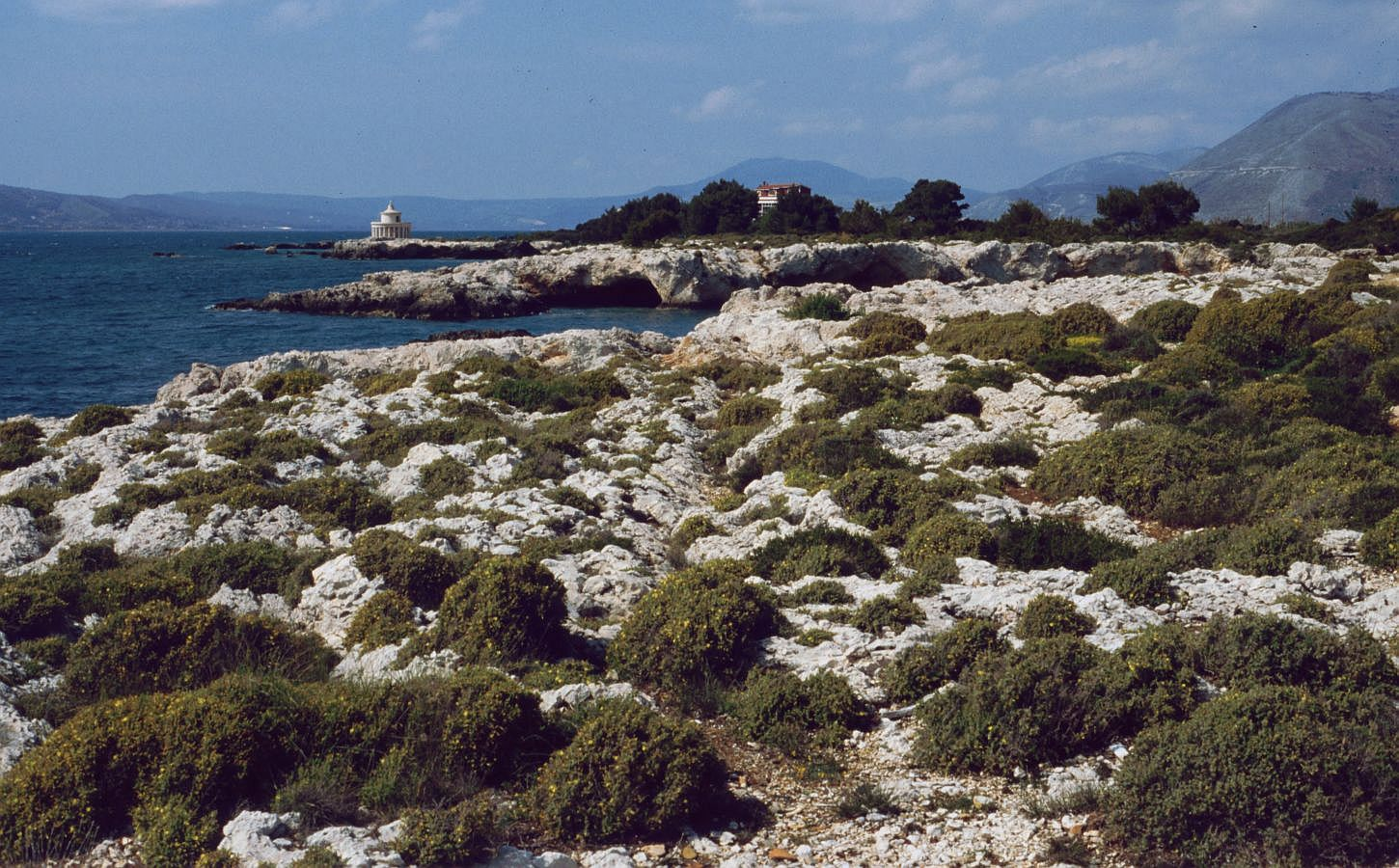
العرن المصري بين صخور الحجر الجيري